# 高科村
高科村（たかしなむら）は、かつて岐阜県揖斐郡にあった村である。
現在の揖斐郡揖斐川町谷汲高科に該当する。
発足時は大野郡の村であったが、後に揖斐郡の村となった。

## 歴史
- 1889年（明治22年）7月1日 - 町村制により、高科村が発足。
- 1897年（明治30年）4月1日[2] - 池田郡と大野郡の一部と合併して揖斐郡となる。当村は揖斐郡の所属となる。
- 1897年（明治30年）4月1日 - 長瀬村、岐礼村と合併し、長瀬村発足。同日高科村は廃止。